# Prueba Villafranca de Ordizia 2019
La Prueba Villafranca de Ordizia 2019, novantaseiesima edizione della corsa, valevole come evento dell'UCI Europe Tour 2019 categoria 1.1, si svolse il 25 luglio 2019 su un percorso di 165,7 km, con partenza e arrivo a Ordizia, in Spagna. La vittoria fu appannaggio dello spagnolo Rafael Valls, il quale completò il percorso in 3h55'06", alla media di 42,288 km/h, precedendo i connazionali Jesús del Pino e Juan Antonio López-Cózar.
Sul traguardo di Ordizia 69 ciclisti, su 117 partenti, portarono a termine la competizione.

## Squadre e corridori partecipanti
| N.    | Cod. | Squadra                       |
| ----- | ---- | ----------------------------- |
| 1-7   | MOV  | Movistar Team                 |
| 11-17 | BBH  | Bugos-BH                      |
| 21-27 | CJR  | Caja Rural-Seguros RGA        |
| 31-37 | DMP  | Delko Marseille Provence      |
| 41-47 | EUS  | Euskadi Basque Country-Murias |
| 51-56 | ICA  | Israel Cycling Academy        |
| 61-67 | W52  | W52/FC Porto                  |
| 71-77 | EUK  | Equipo Euskadi                |
| 81-87 | KMT  | Kometa Cycling Team           |

| N.      | Cod. | Squadra                   |
| ------- | ---- | ------------------------- |
| 91-97   | VIB  | VIB Sports                |
| 101-107 | GUE  | Guerciotti-Kiwi Atlántico |
| 121-127 | LOK  | Lokosphinx                |
| 131-137 | VIV  | Massi Vivo-Grupo Oresy    |
| 141-147 | STA  | Sporting/Tavira           |
| 151-157 | AUB  | St Michel-Auber 93        |
| 161-167 | CDF  | Vito-Feirense-Pnb         |
| 171-177 | 3O3  | 303 Project               |
| 181-187 | JPN  | Giappone                  |

## Ordine d'arrivo (Top 10)
| Pos. | Corridore          | Squadra       | Tempo    |
| ---- | ------------------ | ------------- | -------- |
| 1    | Rafael Valls       | Movistar      | 3h55'06" |
| 2    | Jesús del Pino     | Vito-Feirense | a 29"    |
| 3    | J. A. López-Cózar  | Euskadi       | s.t.     |
| 4    | Jetse Bol          | Burgos-BH     | s.t.     |
| 5    | Sergej Černeckij   | Caja Rural    | s.t.     |
| 6    | Antonio Pedrero    | Movistar      | s.t.     |
| 7    | Masahiro Ishigami  | Giappone      | s.t.     |
| 8    | Garikoitz Bravo    | Euskadi       | s.t.     |
| 9    | Isaac Cantón       | Kometa        | s.t.     |
| 10   | Anass Aït El Abdia | VIB Sports    | s.t.     |